# Steven Gardiner
Steven Gardiner (Nasáu, 12 de septiembre de 1995) es un deportista bahameño que compite en atletismo, especialista en las carreras de velocidad.
Participó en dos Juegos Olímpicos de Verano, obteniendo dos medallas, bronce en Río de Janeiro 2016, en 4 × 400 m, y oro en Tokio 2020, en 400 m.
Ganó dos medallas en el Campeonato Mundial de Atletismo, oro en 2019 y bronce en 2017.
Fue el abanderado de Bahamas en la ceremonia de apertura de los Juegos Olímpicos de París 2024 junto con la atleta Devynne Charlton.

## Palmarés internacional
| Juegos Olímpicos   | Juegos Olímpicos        | Juegos Olímpicos  | Juegos Olímpicos |
| Año                | Lugar                   | Medalla           | Prueba           |
| ------------------ | ----------------------- | ----------------- | ---------------- |
| 2016               | Río de Janeiro (Brasil) | Medalla de bronce | 4 × 400 m        |
| 2020               | Tokio (Japón)           | Medalla de oro    | 400 m            |
| Campeonato Mundial |                         |                   |                  |
| Año                | Lugar                   | Medalla           | Prueba           |
| 2017               | Londres (Reino Unido)   | Medalla de bronce | 400 m            |
| 2019               | Doha (Catar)            | Medalla de oro    | 400 m            |